# Euselasia aurantiaca
Euselasia aurantiaca is een vlindersoort uit de familie van de prachtvlinders (Riodinidae), onderfamilie Euselasiinae.
Euselasia aurantiaca werd in 1868 beschreven door Salvin & Godman.